# Rolf Merzbacher
Rolf Merzbacher (geboren 15. Mai 1924 in Öhringen; gestorben 25. November 1983 in Chur, Graubünden) war ein deutscher jüdischer Flüchtling und als Holocaust-Waise sein Leben lang Patient des Sanatoriums Bellevue in Kreuzlingen (Kanton Thurgau, Schweiz).

## Leben

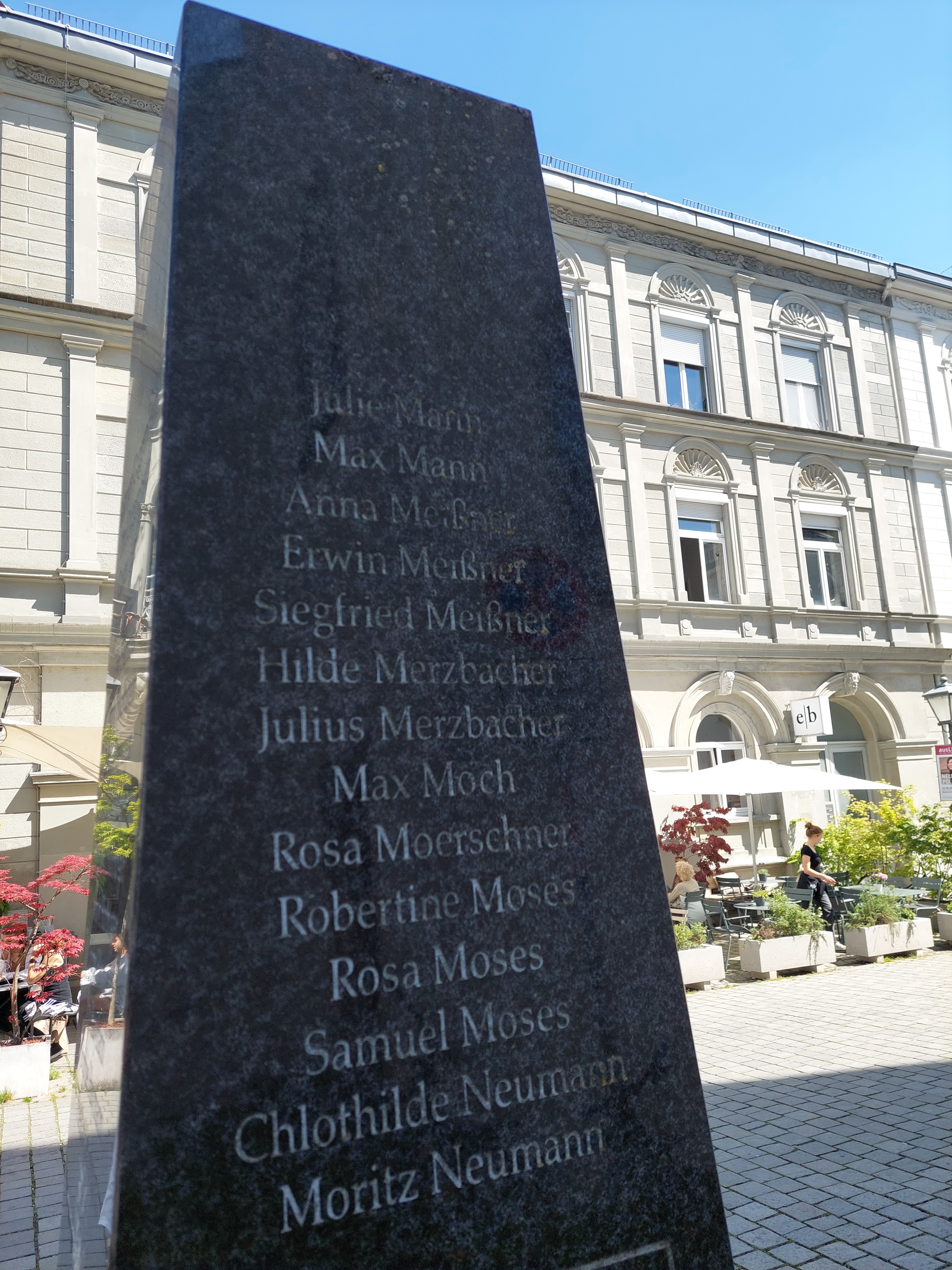
Deportation der Eltern 1940

Rolf Merzbacher wuchs mit seinem jüngeren Bruder Werner bei seinem Vater Julius Merzbacher (1890–1943) und seiner Mutter Hilde, geb. Haymann (1898–1943) in Öhringen auf. Nach der Machtübergabe an die Nationalsozialisten durfte der Vater als Weltkriegsteilnehmer und Ordensträger des Ritterkreuzes des Friedrichs-Ordens seine Arztpraxis zunächst noch fortführen. Als Rolf 1936 aus rassistischen Gründen der Besuch des Öhringer Progymnasiums versagt wurde, kam er zu den Großeltern Ida und Jakob Haymann nach Konstanz und besuchte von dort in der Schweizer Nachbarstadt Kreuzlingen, in der die Haymanns eine Filiale ihres Geschäfts hatten, die Primarschule.
Ende 1937 wurde der Vater in Heilbronn zu einer zweimonatigen Gefängnisstrafe verurteilt, nachdem er auf eine antisemitische Provokation eines HJ-Pimpfes hereingefallen war und Ohrfeigen und Stockschläge ausgeteilt hatte. Die Eltern gaben die Arztpraxis in Öhringen auf und zogen nach Konstanz. Julius Merzbacher wurde dort nach der Reichspogromnacht 1938 verhaftet und einen Monat lang im Konzentrationslager Dachau festgehalten. Zu diesem Zeitpunkt war Rolf vierzehn Jahre alt, lebte seit einem Jahr in einer Kreuzlinger Lehrerfamilie und besuchte dort nun die Sekundarschule. Als Flüchtling wurde ihm 1940 der Besuch einer weiterführenden Schule in der Schweiz verwehrt und er sollte eine Gärtnerlehre beginnen, für die er sich aber als ungeeignet erwies.
Der jüngere Bruder Werner durfte im Rahmen einer humanitären Aktion am 16. Februar 1939 mit einer Gruppe jüdischer Kinder in die Schweiz einreisen und wurde in Zürich von zwei Damen christlich erzogen. Seine Einbürgerung wurde später wegen der Erkrankung des Bruders abgelehnt, so dass er in die USA auswandern musste. Werner Merzbacher wurde ein erfolgreicher Pelzhändler, er lebte seit 1964 bis zu seinem Tod im Oktober 2024 mit seiner Familie wieder in der Schweiz.
Die Eltern bereiteten in Konstanz die Auswanderung der Familie in die Vereinigten Staaten vor und bemühten sich um die dafür erforderlichen Einreisepapiere. Das war ihnen bis 1940 aber noch nicht gelungen. Als nun die Deutschen das eroberte Elsass-Lothringen und den Reichsgau Baden „judenfrei“ machten und die dort lebenden Juden in der Wagner-Bürckel-Aktion am 22. Oktober 1940 in das Camp de Gurs in Südfrankreich deportierten, war darunter neben den Eltern auch die Konstanzer Großmutter, während den Geschwistern der Mutter die Flucht über die Schweiz gelang. Merzbachers Eltern wurden im September 1942 in das Camp de Rivesaltes und im Oktober 1942 in das Sammellager Drancy verlegt. Mit dem 51. Transport wurden sie am 6. März 1943 von dort in das KZ Majdanek transportiert und wurden dort Opfer des Holocaust. Es verliert sich von da an jede Spur, ihr Tod wird später auf den 31. März 1943 amtlich festgesetzt.

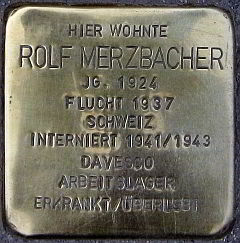
Stolperstein in Konstanz

Die Nationalsozialisten hatten Rolf Merzbacher 1941 die Staatsbürgerschaft aberkannt. In dem Jahr kam er als 16-Jähriger erstmals in ein Arbeitslager für Flüchtlinge nach Davesco im Tessin, wo er aber keinen sozialen Anschluss fand und es nicht aushielt. Weil er unter Kontaktschwäche und Versagensängsten litt, begab er sich im Jahr 1942 in eine ambulante psychotherapeutische Behandlung der Heil- und Pflegeanstalt Münsterlingen, wo bei ihm eine starke Neurose diagnostiziert wurde. 1944 trat er für eine stationäre Behandlung freiwillig in die Klinik ein, und es wurde zunächst die Diagnose auf Hebephrene Schizophrenie und alsbald auf erblich bedingte Schizophrenie gestellt. Die fehlende Integration in eine Familie, die Unmöglichkeit, das Gymnasium zu besuchen, und Schuldgefühle wegen des Schicksals der Eltern waren bei der Behandlung ausgeklammert worden. Merzbacher versprach sich Heilung von der in den 1930er Jahren neu entwickelten Elektroschocktherapie (Elektrokrampftherapie), und obwohl von seinem Vormund das Verfahren zunächst abgelehnt wurde, erhielt Merzbacher von 1944 bis 1951 unter der Aufsicht des stellvertretenden Anstaltsleiters Roland Kuhn 61 Elektroschockbehandlungen, sein psychischer und körperlicher Gesundheitszustand wurde nun so schlecht, dass er dauerhaft in der Klinik bleiben musste.
Nach dem Zweiten Weltkrieg versuchten die Klinik und die Fremdenpolizei des Kantons Thurgau gemeinsam, den unerwünschten jüdischen Immigranten nach Deutschland abzuschieben, und begründeten dies damit, dass dort der Antisemitismus nun nicht mehr lebensgefährlich sei und der Kranke ohnehin nichts von der Veränderung bemerke. Sein Vormund und die Israelitische Gemeinde in Kreuzlingen verhinderten dies und brachten ihn in der psychiatrischen Klinik Waldhaus in Chur unter. Die Bezahlung der Krankenhausaufhalte wurde zunächst aus Spenden geleistet, das Landesamt für Wiedergutmachung in Karlsruhe verneinte 1967 einen Zusammenhang zwischen Verfolgung und psychischer Krankheit. Auf der Grundlage eines Gutachtens des Heidelberger Psychiaters Walter Ritter von Baeyer erkannte am Ende der langjährigen Prozesse um deutsche Wiedergutmachungsleistungen das Landgericht Karlsruhe 1970 an, dass die Krankheit auch auf die psychischen Auswirkungen der Verfolgung durch die deutschen Nationalsozialisten zurückzuführen sei. Der aus Deutschland vertriebene US-amerikanische Psychiater William G. Niederland war einer der Ärzte, die seit Anfang der 1960er Jahre das Überlebenden-Syndrom erforscht hatten.
In Öhringen wurde 1991 eine Straße nach seinem Vater als Merzbacherstraße benannt, wobei es in der Kommune Widerstände zu überwinden galt. Am 12. Juli 2011 wurden in der Schottenstraße 75 in Konstanz Stolpersteine für Mitglieder der Familien Haymann und Merzbacher verlegt.